# Хвичиа, Ипполит Алексеевич
Ипполит Алексеевич Хвичиа (груз. იპოლიტე ალექსის ძე ხვიჩია; 31 декабря 1910 — 1 февраля 1985) — советский и грузинский актёр театра и кино, Народный артист Грузинской ССР (1960).

## Биография
Ипполит Хвичиа родился 31 декабря 1910 года в селе Контуати (ныне Хонийский муниципалитет, Грузия). В 1934 году закончил промышленный техникум в Тбилиси.
В 1934—1937 годах — актёр театра в городе Цулукидзе, в 1937 году[уточнить] — артист театра в Кутаиси (с 1940 года этот театр носит имя Ладо Месхишвили), где Хвичиа обычно исполнял комедийные роли. По совету театрального инженера Додо Антадзе сменил фамилию Квинчиа на более благозвучную Хвичиа. Начал сниматься в кино с 1956 года, с 1961 года — актёр киностудии «Грузия-фильм». В 1960-х годах Хвичиа работал в Тбилисском театре имени Руставели. Член КПСС с 1939 года.
Народный артист Грузинской ССР (1960).
Скончался 1 февраля 1985 года в Тбилиси.
Похоронен на Сабурталинском кладбище.

## Фильмография
- 1957 — Наш двор — комендант
- 1958 — Последний из Сабудара — Алмасхан
- 1958 — Манана — Ипполит Немсадзе, управдом
- 1959 — День последний, день первый — работник почты
- 1961 — Клад — Никифор
- 1962 — Крот — Сандро
- 1962 — Мяч и поле — Кучкучи
- 1963 — Куклы смеются — Мелитон
- 1963 — Ромео, мой сосед — Колумб Христофорович
- 1964 — В пути (новелла в киноальманахе «Летние рассказы») — охотник
- 1965 — Пьер — сотрудник милиции — милиционер
- 1965 — Я вижу солнце — Беглара
- 1965 — Простите, вас ожидает смерть — Караман
- 1966 — Встреча в горах — Мераб
- 1966 — Встреча с прошлым — Ипполит
- 1967 — Скоро придёт весна
- 1967 — Город просыпается рано — Ипполит
- 1967 — Мой друг Нодар — эпизод
- 1968 — Тревога — Нариман
- 1968 — Тариэл Голуа — Кажина
- 1969 — Не горюй! — Сандро
- 1969 — Смерть филателиста — Шаматава
- 1969 — Ну и молодёжь! — эпизод
- 1970 — Сады Семирамиды — Ипполит
- 1970 — Феола — Бондо Долаберидзе, управдом
- 1970 — Звезда моего города — Каплиани
- 1971 — Соседи — Ипполит
- 1971 — Перед рассветом — Коля
- 1971 — Хатабала — эпизод
- 1972 — Весёлый роман — Ипполит, инкассатор
- 1975 — Спелые гроздья
- 1975 — Горянка — Лабазан, друг Османа
- 1975 — Первая ласточка — Варлам
- 1975 — Странствующие рыцари
- 1976 — Настоящий тбилисец и другие — врач
- 1977 — Берега — Кажа Булава
- 1977 — Мимино — Кукуш
- 1977 — Рача, любовь моя (Rača, láska moja) — Силибистро
- 1983 — В холодильнике кто-то сидел — эпизод